# Sidney Raebiger
Lars Sidney Raebige (Friburgo, 17 de abril de 2005) es un futbolista alemán. Juega como delantero y su equipo es el Eintracht Braunschweig de la 2. Bundesliga.

## Clubes
| Club                   | País     | Año       |
| ---------------------- | -------- | --------- |
| R. B. Leipzig          | Alemania | 2021-2022 |
| SpVgg Greuther Fürth   | Alemania | 2022-2023 |
| Eintracht Frankfurt    | Alemania | 2023-2024 |
| Eintracht Braunschweig | Alemania | 2024-     |

## Palmarés

### Títulos nacionales
| Título           | Club          | País     | Año     |
| ---------------- | ------------- | -------- | ------- |
| Copa de Alemania | R. B. Leipzig | Alemania | 2021-22 |